# Tate Armstrong
Pour les articles homonymes, voir Armstrong.
Michael Taylor « Tate » Armstrong (né le 5 octobre 1955 à Moultrie en Géorgie) est un ancien joueur américain de basket-ball, évoluant au poste de meneur.

## Carrière

### Palmarès
- Champion olympique 1976